# Wave (Patti Smith)
Wave è il quarto album della cantautrice statunitense Patti Smith, pubblicato nel 1979 per l'etichetta discografica Arista Records.
Il brano Wave, da cui prende nome l'album, è dedicato a Papa Giovanni Paolo I, morto prematuramente nel suo pontificato di appena trentatré giorni, mentre Broken Flag racconta la vicenda di Barbara Frietchie che, durante la guerra di secessione americana, andò incontro ai confederati alzando la bandiera dell'Unione

## Tracce
1. Frederick - 3:01 -  (P. Smith)
2. Dancing Barefoot - 4:18 -  (P. Smith - Ivan Kral)
3. So You Want to Be (A Rock 'n' Roll Star) - 4:18 -  (James McGuinn - Chris Hillman)
4. Hymn - 1:10 -  (P. Smith - Lenny Kaye)
5. Revenge - 5:06 -  (P. Smith - Ivan Kral)
6. Citizen Ship - 5:09 -  (P. Smith - Ivan Kral)
7. Seven Ways of Going - 5:12 -  (P. Smith)
8. Broken Flag - 4:55 -  (P. Smith - Lenny Kaye)
9. Wave - 4:55 -  (P. Smith)

### Bonus track (versione CD)
1. Fire of Unknown Origin - 2:09 -  (P. Smith - Lenny Kaye)
2. 5-4-3-2-1/Wave (Live) - 2:43 -  (Paul Jones - Mike Hugg - Manfred Mann)

## Musicisti
- Patti Smith - Voce, Chitarra
- Lenny Kaye - Chitarra, Basso, Voce
- Jay Dee Daugherty - Batteria
- Ivan Kral - Basso, Chitarra, Violoncello, Tastiere
- Richard Sohl - Pianoforte